# タワウ
タワウ(Tawau)はマレーシア・サバ州にある都市で、コタキナバル、サンダカンに次ぐサバ州で三番目に大きい都市である。

## 歴史
- 1890年代、タワウの人口はボルネオ周辺の島などからやってきた約200人であった。彼らはタワウラマ村に定住し、漁業や稲作農家となり、オランダと貿易を行った。

## 戦前の日本企業の進出
- 1916年2月、久原財閥のグループ会社である久原鉱業所が北ボルネオ政府より原生林を租借し、久原農園(Kuhara Estate)の経営を開始した。ゴム、ココナッツ、コプラ等を栽培した。
- 1928年3月、久原鉱業所は日本産業株式会社の子会社となる。
- 1934年3月、日本産業株式会社からタワウ農園事業を分離され、日本産業護謨株式会社となる。
- 1939年8月、日産農林工業株式会社に社名変更。
- 1945年、日本の敗戦に伴い農園の資産を没収され、邦人は強制帰国させられた。
- 2021年現在でも、タワウ市内の幹線道路に「久原通り(Jalan Kuhara)」という名称が残っている。日産農林工業株式会社は、2021年現在は兼松サステックとして存続している。

## 交通

### 空港
- タワウ空港

## 姉妹都市
- 漳平市、中国